# René Ledent
René Ledent (8 de novembre de 1907 - ?) fou un futbolista belga.

## Selecció de Bèlgica
Va formar part de l'equip belga a la Copa del Món de 1934.